# Olaf Tufte
Karl Olaf Tufte (ur. 27 kwietnia 1976 w Tønsbergu) – norweski wioślarz, złoty medalista Letnich Igrzyskach Olimpijskich 2004 w Atenach oraz Letnich Igrzysk Olimpijskich 2008 w Pekinie, srebrny medalista Letnich Igrzysk Olimpijskich 2000 w Sydney, brązowy medalista Letnich Igrzysk Olimpijskich 2016 w Rio de Janeiro.
W 2000 roku zdobył srebrny medal w wioślarskiej dwójce podwójnej wraz z Fredrikiem Bekkenem podczas Letnich Igrzyskach Olimpijskich w Sydney. W latach 2001 oraz 2003 był mistrzem świata w wioślarskiej jedynce. W 2004 roku na Letnich Igrzyskach Olimpijskich w Antenach zdobył złoty medal w wioślarskiej jedynce.
Do pierwszej szóstki w wioślarskiej jedynce na 2000 metrów podczas Igrzysk Olimpijskich 2008 Tufte wszedł z pierwszym czasem – 7.20,18. W finale przy ostatnich 500 metrach miał prawie 2 sekundy straty do prowadzącego, jednak odrobił straty i zwyciężył z czasem 6.59,83.
W 2016 roku wystąpił podczas igrzysk olimpijskich w konkursie dwójek podwójnych. Towarzyszył mu wówczas Kjetil Borch. W finale zawodów uplasował się wraz z kolegą z reprezentacji na trzecim miejscu, zdobywając tym samym brązowy medal.
Oprócz wiosłowania, Tufte zarabia na życie pracując na rodzinnym gospodarstwie w Nykirke oraz jako strażak. Jest członkiem Roklubb Horten, który jest jednym z najpopularniejszych klubów wioślarskich w Norwegii.

## Osiągnięcia
- Mistrzostwa Świata – Monachium 1994 – jedynka – 6. miejsce[1].
- Igrzyska Olimpijskie – Atlanta 1996 – czwórka bez sternika – 8. miejsce[1].
- Mistrzostwa Świata – Aiguebelette-le-Lac 1997 – czwórka podwójna – 13. miejsce[1].
- Mistrzostwa Świata – Kolonia 1996 – czwórka bez sternika – 6. miejsce[1].
- Mistrzostwa Świata – St. Catharines 1999 – dwójka podwójna – 3. miejsce[1][2].
- Igrzyska Olimpijskie – Sydney 2000 – dwójka podwójna – 2. miejsce[1][2].
- Mistrzostwa Świata – Lucerna 2001 – jedynka – 1. miejsce[1][2].
- Mistrzostwa Świata – Sewilla 2002 – jedynka – 3. miejsce[1][2].
- Mistrzostwa Świata – Mediolan 2003 – jedynka – 1. miejsce[1][2].
- Igrzyska Olimpijskie – Ateny 2004 – jedynka – 1. miejsce[1][2].
- Mistrzostwa Świata – Gifu 2005 – jedynka – 2. miejsce[1][2].
- Mistrzostwa Świata – Eton 2006 – jedynka – 4. miejsce[1][2].
- Mistrzostwa Świata – Monachium 2007 – jedynka – 3. miejsce[1][2].
- Igrzyska Olimpijskie – Pekin 2008 – jedynka – 1. miejsce[1][2].
- Mistrzostwa Świata – Poznań 2009 – jedynka – 6. miejsce[1].
- Mistrzostwa Europy – Montemor-o-Velho 2010 – jedynka – brak[1][3].
- Mistrzostwa Świata – Karapiro 2010 – jedynka – 4. miejsce[1].
- Mistrzostwa Świata – Bled 2011 – jedynka – 6. miejsce[1].
- Igrzyska Olimpijskie – Londyn 2012 – jedynka – 9. miejsce[1].
- Mistrzostwa Europy – Belgrad 2014 – jedynka – 15. miejsce[1].
- Mistrzostwa Świata – Amsterdam 2014 – jedynka – 14. miejsce[1].
- Mistrzostwa Europy – Poznań 2015 – jedynka – 3. miejsce[1].
- Mistrzostwa Świata – Aiguebelette-le-Lac 2015 – jedynka – 4. miejsce[1].
- Mistrzostwa Europy – Brandenburg 2016 – dwójka podwójna – 5. miejsce[1].
- Igrzyska Olimpijskie – Rio de Janeiro 2016 – dwójka podwójna – 3. miejsce[1].